# Niclas Alexandersson
Jens Niclas Alexandersson (Halmstad, 29 de dezembro de 1971) é um ex-futebolista sueco que atuava como meia. Teve destaque atuando pelo IFK Göteborg, clube que defendeu em 3 passagens.

## Carreira em clubes
Revelado nas categorias de base do Vessigebro BK, Alexandersson iniciou a carreira no Halmstads BK, em 1989, permanecendo por 7 temporadas. Em 1996 assinou com o IFK Göteborg, disputando 52 jogos e marcando 13 gols até 1997, quando se mudou para a Inglaterra, onde assinaria com o Sheffield Wednesday, que pagou 750 mil libras para contar com o jogador. Sua passagem pelo Wednesday terminou em 2000, com o rebaixamento à segunda divisão.
No futebol inglês, atuou também por Everton e West Ham United. Em 2004, voltou ao seu país e para o IFK Göteborg, para uma segunda passagem que durou até 2008, quando se aposentou pela primeira vez, mas permaneceu na equipe, trabalhando nas categorias de base. Um ano depois, o IFK anunciou que Alexandersson havia assinado um contrato para jogar até o final da temporada. - em setembro, voltou aos treinos da equipe profissional. Após 5 jogos e um gol, o meio-campista se aposentou novamente.
Em 2017, retomou pela segunda vez a carreira de jogador no Västra Frölunda na quinta divisão nacional. Aos 45 anos, entrou aos 78 minutos da partida contra o Kungsbacka, atuando ao lado de seu filho Noah. Este foi o único jogo de Alexandersson pela equipe (também o último de sua carreira), que venceu por 6 a 0.

## Carreira na seleção

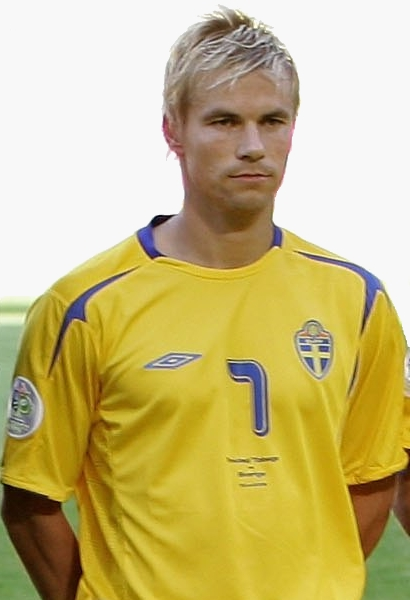
Niclas Alexandersson (seleção sueca de futebol) antes da partida da Copa do Mundo FIFA contra Trinidad e Tobago em 10 de junho de 2006.

Após defender as seleções de base da Suécia (disputou as Olimpíadas de 1992), Alexandersson estreou pela equipe principal em 1993, durante a campanha que classificou os suecos para a Copa do Mundo realizada no ano seguinte, mas não foi convocado para o torneio.
Jogou duas edições da Eurocopa (2000 e Campeonato Europeu de Futebol de 2008|2008]], caindo na primeira fase em ambas) e duas Copas, em 2002 e 2006, onde a Suécia foi eliminada nas oitavas-de-final.
Com 109 partidas disputadas, é o décimo jogador que mais defendeu a Seleção Sueca, onde marcou ainda 9 gols.

## Títulos
IFK Göteborg
- Campeonato Sueco: 1996, 2007
- Copa da Suécia: 2008
- Supercopa da Suécia: 2008

### Individuais
- Meio-campista sueco do ano: 1995[9][10]
- Jogador do ano do Sheffield Wednesday: 1999–2000[11]